# Euripersia libera
Euripersia libera är en insektsart som först beskrevs av Leonardi 1908.  Euripersia libera ingår i släktet Euripersia och familjen ullsköldlöss.
Artens utbredningsområde är Italien. Inga underarter finns listade i Catalogue of Life.